# 奧波戰爭

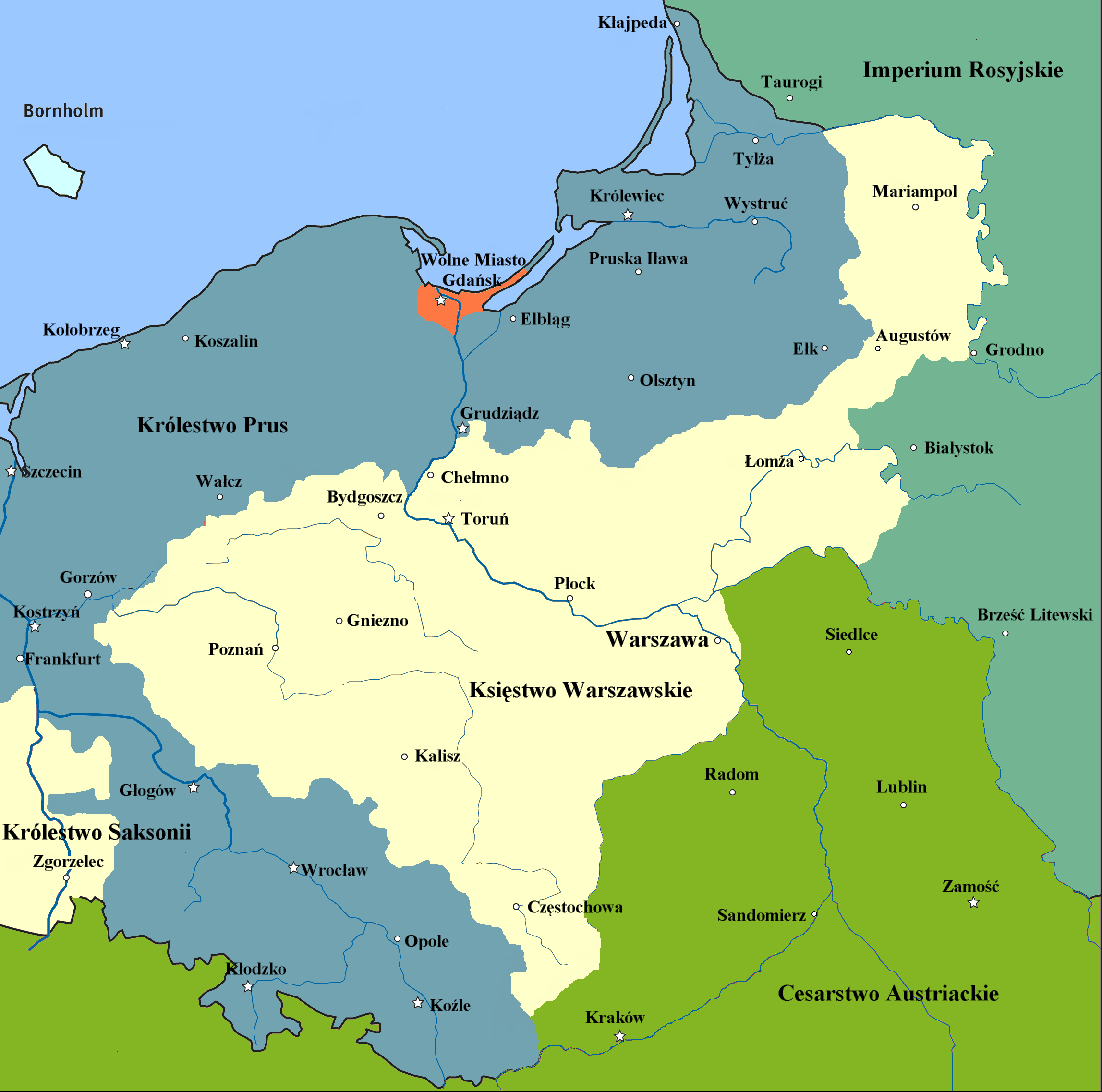
1807年–1809年間的華沙公國

奧波戰爭或稱波奧戰爭是1809年第五次反法同盟（這次同盟主要成員是奧地利帝國及聯合王國，而他們的對手是拿破崙的法蘭西帝國及巴伐利亞）戰爭的一部份，拿破崙盟友華沙公國麾下的波蘭軍團在薩克森王國部隊的支援下，一同對抗奧地利帝國。俄羅斯帝國到了五月時也加入到這次的對奧作戰中。波軍成功抵禦了奧軍對華沙的進攻，並在雷茲因取勝，接著棄華沙城而走，以重征被瓜分前的波蘭地區（包括克拉科夫及利沃夫等地），迫使奧軍放棄對華沙的徒勞追求。